# Biblioteca Nacional da Escócia
A Biblioteca Nacional da Escócia ( em gaélico escocês:  Leabharlann Nàiseanta na h-Alba, Scots ) é a biblioteca de depósitos legais da Escócia e é uma das coleções nacionais do país. Seu principal edifício público fica no centro da cidade de Edimburgo, na Ponte George IV, entre a Cidade Velha e o bairro universitário. Este edifício está listado na categoria A.  Há também um edifício mais moderno (década de 1980) em uma área residencial no lado sul do centro da cidade, na Causewayside. Foi desenvolvido para acomodar algumas das coleções especializadas, como mapas e coleções científicas, e para fornecer armazenamento em larga escala extra. Em 2016, um novo centro público foi aberto no Kelvin Hall, em Glasgow, fornecendo acesso às coleções de imagens digitais e móveis da Biblioteca.
A Biblioteca Nacional da Escócia possui 7 milhões de livros, 14 milhões de itens impressos e mais de 2 milhões de mapas. A coleção inclui cópias da Bíblia de Gutenberg, a carta que Charles Darwin enviou com o manuscrito de Origem das Espécies, o Primeiro Fólio de Shakespeare, os Manuscritos de Glenriddell e vários periódicos e outras publicações. Possui a maior coleção de material gaélico escocês de qualquer biblioteca.

## História
Originalmente, a biblioteca nacional de depósitos da Escócia era a Biblioteca dos Advogados, pertencente à Faculdade de Advogados. Foi inaugurado em 1689 e ganhou status de biblioteca nacional na Lei de Direitos Autorais de 1710, dando-lhe o direito legal de copiar todos os livros publicados na Grã-Bretanha. Nos séculos seguintes, a biblioteca adicionou livros e manuscritos às coleções por compra, bem como depósito legal, criando uma biblioteca nacional de capital privado com todos os nomes, exceto o nome.
Na década de 1920, a manutenção de uma coleção tão grande era demais para um organismo privado e, com uma doação de £ 100.000 fornecida por Alexander Grant, diretor-gerente da McVitie &amp; Price, o conteúdo da Biblioteca foi apresentado ao país. A Biblioteca Nacional da Escócia foi formalmente constituída pela Lei do Parlamento em 1925.
O apoio de Grant foi reconhecido com baronia e, em junho de 1924, ele se tornou Sir Alexander Grant, de Forres. Em 1928, ele doou mais 100.000 libras esterlinas - tornando suas doações combinadas o equivalente a cerca de 6 milhões de libras hoje - para um novo prédio de biblioteca a ser construído na ponte George IV, substituindo o Sheriff Court do período vitoriano, cuja instituição se mudou para a Royal Mile. Foi garantido financiamento do governo que correspondia à doação de Sir Alexander. O trabalho no novo edifício foi iniciado em 1938, interrompido pela Segunda Guerra Mundial, e concluído em 1956. O arquiteto era Reginald Fairlie; o escultor arquitetônico era Hew Lorimer. O brasão de armas acima da entrada foi esculpido por Scott Sutherland e as rodelas acima das musas na fachada frontal de Elizabeth Dempster.
Na década de 1970, o espaço para as coleções em constante expansão estava se esgotando e outras instalações eram necessárias. O Causewayside Building foi inaugurado no lado sul de Edimburgo em duas fases, em 1989 e em 1995, a um custo total de quase 50 milhões de libras, fornecendo muito espaço de trabalho e instalações de armazenamento.
Desde 1999, a Biblioteca é financiada pelo Parlamento Escocês. Continua sendo uma das seis bibliotecas de depósito legal no Reino Unido e na Irlanda e é governada por um conselho de administração.
A Biblioteca também possui muitos manuscritos antigos de família, incluindo os do Clã Sinclair, que datam de 1488.
Em 26 de fevereiro de 2009, as áreas do edifício foram inundadas após a explosão de um cano de água no 12º andar. Os bombeiros foram chamados e a água vazada foi interrompida em dez minutos. Vários itens foram levemente danificados.
A última carta escrita por Maria da Escócia fez uma aparição pública rara para marcar a abertura de um novo centro de visitantes da Biblioteca em setembro de 2009.
A Biblioteca aderiu ao projeto 10:10 em 2010, em uma tentativa de reduzir sua pegada de carbono. Um ano depois, eles anunciaram que haviam reduzido suas emissões de carbono de acordo com os critérios de 10:10 em 18%.
Em 16 de maio de 2012, a Lei da Biblioteca Nacional da Escócia de 2012 foi aprovada pelo Parlamento Escocês e recebeu o consentimento real em 21 de junho de 2012.
Em abril de 2013, a Biblioteca anunciou uma residência na Wikipediana, tornando-se a primeira instituição na Escócia a criar esse cargo. Em 2016, a Biblioteca recrutou um Wikipediano gaélico na residência.
Em setembro de 2016, a Biblioteca abriu um novo centro no remodelado Kelvin Hall, Glasgow, em parceria com a Glasgow Life e a Universidade de Glasgow. O centro fornece acesso às coleções de imagens digitais e móveis da Biblioteca.

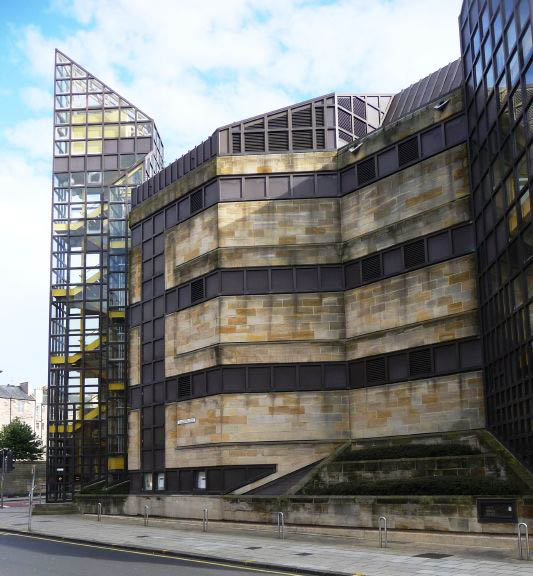
Anexo na calçada (aberto em 1988)

## Inventário
Em 2013 , a iblioteca possui:
- manuscritos: 100.000 itens
- mapas: quase 2 milhões de itens[11]
- filmes: mais de 46.000 itens[12]
- títulos de jornais e revistas: 25.000 itens